# Polaskia chende
Polaskia chende (chilmoxtli, chende o chinoa) es una especie de planta endémica de la familia Cactaceae que se distribuye en Oaxaca y Puebla en el valle de Tehuacán - Cuicatlán en México.

## Descripción
Tiene tallos columnares, de 40 a 80 cm de largo y de 5 a 7 cm de ancho, pudiendo alcanzar hasta 4,5 m de altura. De 7 a 8 costillas, rara vez 9 de 1,7 a 3 cm de altura, areolas de 5 mm de largo, de circulares a elípticas y distanciadas 2 cm entre sí, con presencia de tricomas negros. Presenta 5 o 6 espinas radiales de 2 cm de largo y 0,8 cm de ancho, de color gris, la espina central puede estar ausente o es rudimentaria; zona fértil no diferenciada de la infertil. Sus flores alcanzan una longitud de 5 cm oblanceoladas, ápice mucronado, verdes, algunos con franja media roja a púrpura. El fruto aproximadamente 3 cm de largo y 4 de ancho, son púrpuras, con brácteas cortas, tricomas amarillos, con espinas cortas, pulpa jugosa y púrpura. Las semillas de 1,6 mm de largo y 1 mm de ancho. La floración ocurre entre los meses de agosto y enero, y fructifica entre diciembre y junio.
Los frutos son utilizados por la población local, consumiéndose frescos o empleándose para la elaboración de helados y bebidas refrescantes.

## Distribución
Endémica del territorio mexicano en los estados de Oaxaca y Puebla.

## Hábitat
Habita bosques de encino (Quercus), matorrales xerófilos, bosques tropicales caducifolios y entre vegetación riparia, en elevaciones de 1700 a 2200 m s. n. m.

## Estado de conservación
No se conocen amenazas para las poblaciones de Polaskia chende, una especie relativamente abundante que alcanza densidades de 5 a 62 individuos por hectárea. Muchas subpoblaciones son estables ya que la especie es usada y preservada por las poblaciones humanas locales debido a sus frutos comestibles, sin embargo, algunas otras subpoblaciones podrían resultar afectadas debido al cambio de uso de suelo y la fragmentación de hábitat.